# Madness
För andra betydelser, se Madness (olika betydelser).
Madness är en engelsk ska- och popgrupp som bildades 1976 i Camden Town, London. 2007 turnerar bandet fortfarande med sin mest välkända lineup på sju medlemmar, även om medlemmarna har varierat under åren. De är ett av de mest kända banden från 1970-talets ska-pånyttfödelse. Deras musikstil övergick dock mer och mer från ska till mer traditionell popmusik.
Madness hade sina största framgångar under 1980-talet. Madness delar tillsammans med UB40 rekordet för flest veckor på englandslistan under 1980-talet: 214.
I Sverige är Madness mest kända för sången Our House och albumet The Rise and Fall från 1982, som båda intog förstaplatsen på listorna.

## Karriär

### 1976–1978: Bildandet
Det som senare skulle komma att bli Madness startade 1976, då de tre vännerna Michael Barson (sång och piano), Christopher Foreman (gitarr) och Lee Thompson (sång och saxofon) bildade bandet The North London Invaders (ofta bara kallat The Invaders). Senare fick de med vännen John Hasler på trummor och Carl Smyth (mer känd som Chas Smash) på basgitarr. Senare under året kom en av Barsons systrars expojkvänner, "Dikron", med som sångare.
Detta sexmannaband gjorde några mer eller mindre lyckade spelningar 1977, när Graham McPherson (Suggs) tog över mikrofonen efter att ha sett bandet spela i en väns trädgård. Smyth ersattes av Gavin Rogers, en bekant till Barson, på basgitarr. McPherson fick sparken efter att han uteblivit från repetitionerna för att istället se på fotboll. Thompson hoppade av efter att Barson kritiserat hans saxofonspelande.
1978 lät bandet McPherson få en andra chans, efter att Hasler (som tagit på sig rollen som sångare när McPherson blev utsparkad) istället blivit bandets manager. Thompson återvände efter att ha blivit vän med Barson igen, och Daniel Woodgate (Woody) och Mark Bedford (Bedders) kommit med, som trummis respektive basist. Efter att en kort tid ha kallat sig för Morris and the Minors bytte de namn till Madness efter en av deras favoritsånger av ska/reggaeartisten Prince Buster. Bandet förblev en sextett fram till hösten 1979, när Chas Smash återkom som andresångare och trumpetare och officiellt blev Madness sjunde medlem.

### 1979–1981: Tidiga framgångar
1979 spelade Madness in "The Prince", skriven av Thompson. Sången, liksom bandets namn, var en hyllning till Prince Buster, låtens första mening lyder "Buster, he sold the heat...".  "The Prince" släpptes av 2 Tone Records, musikbolaget som ägdes av Jerry Dammers i Madness "broderband" The Specials. Låten blev en mindre hit och nådde en sextonde placering på den engelska singellistan. Efter Madness framförande av "The Prince" i det populära musikprogrammet Top of the Pops ökade populariteten. Madness gav sig sedan ut på en stor turné tillsammans med de andra 2 Tone-banden The Specials och The Selecter, innan de bytte skivbolag och spelade in sitt första album, One Step Beyond..., som släpptes på Stiff Records. Albumet innehöll en nyinspelning av "The Prince" samt bandets andra och tredje singel: "One Step Beyond" respektive "My Girl". Singeln "One Step Beyond" var en cover på en b-sida från Prince Busters 1960-talshit "Al Capone". Albumet One Step Beyond... stannade på den engelska albumlistan i 78 veckor och nådde som bäst en andra plats. Efter att "My Girl" släppts tyckte Madness att det inte fanns mer att hämta från One Step Beyond... och ville inte släppa fler singlar från det. Stiffs chef, Dave Robinson, höll inte med och en kompromiss gjordes som innebar att Madness gick med på att släppa en EP innehållande ett albumspår och tre nya låtar. Resultatet blev Work, Rest and Play, vars förstaspår var "Night Boat to Cairo från One Step Beyond.... EP:n nådde en sjätteplats på den engelska singellistan. (Enligt Chas Smash, på kommentatorspåret till DVD-skivan Divine Madness, sålde den guld i Sverige.)
1980 var det så dags för gruppens andra album, Absolutely, som blev nummer 2 på den engelska albumlistan. Absolutely innehöll två av Madness största hitar, "Baggy Trousers (nummer 3 i Storbritannien och deras hittills mest sålda singel där) och "Embarrassment" (nummer 4 i Storbritannien). Från Absolutely släpptes också den instrumentala låten "Return of the Los Palmas 7" som singel, som nådde en 7:e plats. Även om kritiken mot Absolutely inte var lika positiv som den varit mot One Step Beyond..., var den ändå till största delen positiv. Robert Christgau gav albumet ett hedervärt B-betyg, men Rolling Stone Magazine gav albumet bara en av fem stjärnor. Rolling Stone var inte särskilt positivt inställda till 2 Tone över huvud taget, bland annat skrev de att "The Specials inte var särskilt bra" och att Madness bara var "Blues Brothers med engelsk brytning".

### 1982–1984: Ändrad stil
1981 kom Madness tredje album, 7, som nådde en femte plats i Storbritannien. Från den släpptes tre hitsinglar. I en tidningsartikel 1979 hade Foreman förklarat att allt eftersom tiden gick skulle bandets musikstil ändras. Detta bekräftades i och med lanseringen av 7, för medan de två första albumen var mer ska-inspirerade, var 7 mer poppig. McPhersons sång ändrades från lätt Cockneybrytning till mer "riksbrittisk". I slutet av 1981 kom en av Madness mest kända sånger, en cover på Labi Siffre's "It Must Be Love". Den blev fyra i Storbritannien och 33:a på Billboardlistan i USA. 1982 kom Madness första englandsetta, "House of Fun", samt deras fjärde album, The Rise and Fall (etta i Sverige, tionde plats i Storbritannien). Albumet innehöll Madness' internationellt största hit, "Our House", som blev etta i Sverige, femma i Storbritannien och sjua i USA. Många jämförde The Rise & Fall med The Kinks The Village Green Preservation Society, och ur ett retroperspektiv kan det ses som ett konceptalbum. På albumet finns låten "Primrose Hill", som mer liknade The Beatles sång "Strawberry Fields Forever", med liknande psykedeliskt musikaliska föreställning och lager av arrangemang.
1983 nådde singeln Wings of a Dove en andraplats i Storbritannien. Madness femte album, Keep Moving från 1984 blev sexa i Storbritannien, men albumets singlar, "Michael Caine" och "One Better Day" kom inte in på topp-tio-listan. Albumet fick en del bra kritik, till exempel gav Rolling Stone Magazine det fyra av fem stjärnor, och prisade bandets ändrade stil. Denna recension var en stor förbättring mot tidningens senaste recension av gruppens album, Absolutely, som fått besk kritik.

### 1985–1988: Motgångar och avhopp
I oktober 1983 beslutade sig bandets grundare och flitigaste låtskrivare, Barson, för att lämna Madness. Han ville tillbringa mer tid med sin familj i Amsterdam. Officiellt lämnade han bandet i juni 1984, efter att musikvideon till "One Better Day" spelats in. De sex kvarvarande medlemmarna lämnade Stiff Records och startade sitt eget skivbolag, Zarjazz, som blev ett dotterbolag till Virgin Records. 1985 släppte de sitt sjätte album, Mad Not Mad. Barsons keyboards ersattes med synthesizers, och senare beskrev McPherson albumet som "polerad skit" (eng. "polished turd"). Albumet nådde en sextonde plats på albumlistan (plats 41 i Sverige), deras dittills sämsta placering. En ljuspunkt var när tidningen NME utsåg albumet till det femtiofemte bästa albumet genom tiderna i listan All Time 100 Albums. Säljmässigt gick det ännu sämre för singlarna: "Yesterday's Men" nådde plats 18, och både "Uncle Sam" och "Sweetest Girl" föll utanför topp-tjugo (platserna 21 respektive 35), vilket var första gången för Madness.
Gruppen försökte sig på att göra ett nytt album och 11 demolåtar spelades in, men medlemmarna kom inte överens om den musikaliska inriktningen och i september 1986 kom beskedet att gruppen skulle splittras. Barson återförenades med resten av Madness på deras sista singel, "(Waiting For the) Ghost Train", men utan att medverka i musikvideon. Gruppen splittrades officiellt efter lanseringen av singeln, som endast nådde en 18:e plats. 1988 startade McPherson, Chas Smash, Thompson och Foreman ett nytt band, med det närmast identiska namnet The Madness. Bandet splittrade efter ett självbetitlat album och två singlar som inte nådde topp 40.

### 1988: The Madness
1988 bildades en kortlivad grupp av fyra av medlemmarna från det nyligen splittrade Madness; Graham McPherson, Chas Smash, Christopher Foreman och Lee Thompson. De gav ut ett album, The Madness och två singlar, som var långt ifrån de framgångar medlemmarna hade väntat sig. De splittrades mindre än ett år efter bildandet.

### 1992–2003: Återföreningar
I samband med Alla hjärtans dag 1992 återutgavs It Must Be Love" i Storbritannien, och nådde en oväntad sjätte plats på singellistan. Strax efter kom singelsamlingen Divine Madness som snabbt blev listetta. Framgångarna ledde till att Madness annonserade för återföreningskonserter, Madstock!, som hölls i Finsbury Park i London den 8 och 9 augusti samma år. Originalmedlemmarna samlades och uppträdde tillsammans för första gången sedan Barsons avhopp 1984. Över 75 000 fans såg showen, och under "One Step Beyond" ledde publikens hoppande till ett mätvärde av 4 på richterskalan. Ett livealbum släpptes, som nådde en 22:a plats, liksom en nyinspelad singel, "The Harder They Come" (en cover på Jimmy Cliffs låt från 1973), som nådde en 44:e plats.
Gruppen fortsatte med tillfälliga återföreningar under julturnéer och arrangerade ytterligare tre Madstock!-festivaler åren 1994, 1996 och 1998. År 1999 kom deras första gemensamma studioalbum sedan 1984, Wonderful. Albumet nådde en 17:e plats i Storbritannien, och singeln "Lovestruck" blev deras första nyskrivna topp-tio singel sedan 1983. Dock klarade de två följande singlarna, "Johnny The Horse" och "Drip Fed Fred" (tillsammans med Ian Dury, hans sista inspelning) inte att ta sig in på topp 40.
Från 28 oktober 2002 till 16 augusti 2003 uppfördes musikalen Our House, vars handling baserades på Madness musik, på Cambridge Theatre i London. Madness stod som exekutiva producenter till musikalen, och McPherson spelade en kort period huvudpersonens pappa. Den vann en Olivier Award för bästa nya musikal för 2003 och gavs också ut på DVD den 1 november 2004.

### 2004–2006: The Dangermen och framåt

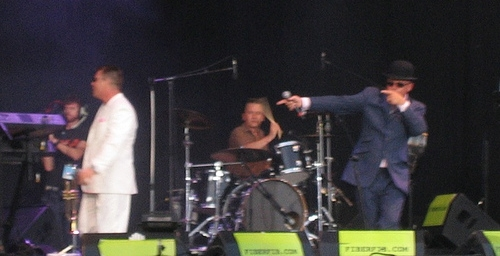
Under hösten 2006 fortsatte samtliga sju ur Madness att turnera.

År 2004 gjorde Madness några mindre spelningar under namnet The Dangermen, som spelade covers på gamla reggae- och skasånger. Madness hade spelat många av sångerna under de tidiga åren, och nu spelades de som ett sätt att fira bandets 25-årsjubileum. Senare släpptes några av låtarna på albumet The Dangermen Sessions Vol. 1 i augusti 2005. Under inspelningen av skivan meddelade Foreman att han skulle lämna bandet. Han angav "det tramsiga, tidsödande skitpratet som pågår i bandet" som orsak. De övriga sex gjorde klart albumet utan honom, och under sin första vecka nådde det en 11:e plats i Storbritannien, deras högsta placering för ett nyinspelat studioalbum på 21 år. Det gick mindre bra för de två följande singlarna, covern "Shame & Scandal" nådde bara plats 38 och "Girl Why Don't You" nådde plats 77. De fick dock en liten revansch när "Shame & Scandal" nådde tolfte platsen i Frankrike. Madness lämnade V2 Records kort efter. Under den här tiden var Kevin Burdette med i gruppen som gitarrist under deras livespelningar, samt i musikvideorna till "Sorry" och "NW5".
På hösten 2006 började de sex kvarvarande medlemmarna arbeta på sitt första album med nyskrivet material på sju år. Foreman kom tillbaka lagom till julturnén samma år.

### 2007–idag: The Liberty of Norton Folgate
I mars 2007 släpptes singeln "Sorry", från gruppens kommande album, och den nådde upp till 23:e plats. På singeln fanns det med en hiphop-version med Sway DaSafo och Baby Blue. Båda medverkade på musikvideon som gjordes till hiphop-låten, men inte den till originallåten.
I september 2007 meddelade Madness att de under hösten skulle ge sig ut på en sjudagarsturné med spelningar på brittiska arenor, i vilka även ingick The O2 i London. De två spelningarna i London (på The Astoria och på The O2, 3 respektive 14 december 2007) spelades in för utgivning.
Den nya Madnessången NW5 (I Would Give You Everything) och en nyinspelad version av It Must Be Love togs med i den tyska filmen Neues von Wixxer. De två sångerna släpptes i Tyskland som en dubbel A-sida, och båda fick varsin musikvideo. Olika bandmedlemmar har sagt att det nya albumet skulle bli ett konceptalbum, med namnet The Liberty of Norton Folgate. En nyinspelad version av NW5 släpptes som singel i Storbritannien den 14 januari 2008 som en förberedelse för det nya albumet. NW5 nådde en 24:e plats på den brittiska singellistan.
I juni 2008 premiärspelade Madness de flesta låtarna från det nya albumet på Hackney Empire i London. I december samma år hade Madness två spelningar, i Manchester den artonde och, återigen på O2 i London, den nittonde. The Liberty of Norton Folgate är planerat att släppas i maj och bandet lät även meddela att de under sitt 30-årsjubileum 2009 kommer att göra en femte Madstock!-festival i Victoria Park i London, elva år efter den senaste. Det har också ryktats om att det återförenade The Specials mycket väl kan komma att göra ett gästinhopp. I januari 2009 blev det känt att Madness ska göra tre utomhuskonserter i England i juni och juli. Madness ska uppträda på årets Glastonburyfestival. De kommer även att spela på olika festivaler runt om i Europa, som Roskildefestivalen i Danmark och svenska Hultsfredsfestivalen.
I mars och april 2009 spelade Madness på V-festivaler i Australien. Den första singeln från det nya albumet, Dust Devil, släpptes 11 maj på Lucky 7 Records. Alfie Allen och Jaime Winstone medverkade i musikvideon. Singeln kom in på 64:e plats på UK Singles Chart och på första plats på UK Independent Chart 17 maj. Albumet, som släpptes en vecka senare, hamnade på 5:e plats på den brittiska albumlistan.

## Madness i Sverige
En av Madness första bekantskaper med Sverige var när de hade en spelning på Rock Garden i Covent Garden den 15 augusti 1979. Förbandet var det svenska punkbandet Rude Kids.
Madness första spelning på svensk mark ägde rum på Göta Lejon i Stockholm den 5 juni 1980. Senare samma år spelade de på Scandinavium i Göteborg (1 november), Olympen i Lund (2 november) och ytterligare en gång på Göta Lejon (3 november). Madness andra album, Absolutely, som släpptes under hösten 1980, låg sex veckor på albumlistan och nådde en 15:e placering.
1983 hade Madness sina största framgångar i Sverige. Den 11 januari släpptes singeln "Our House", och den 8 februari hade den kommit upp på förstaplatsen på singellistan, där den stannade i fyra veckor. Totalt låg den på listan i sexton veckor. Albumet The Rise & Fall, som släppts den 21 december 1982, nådde förstaplatsen på albumlistan den 22 februari 1983, där den låg i sex veckor. Den stannade på listan i 22 veckor. Den 7 februari uppträdde Madness live i det svenska tv-programmet Casablanca. Intresset höll dock inte i sig, nästa singel, "Tomorrow's Just Another Day", kom inte in på listan.
Albumet Keep Moving (1984) låg på albumlistan i sex veckor och nådde en 29:e placering. Madness sjätte och sista album, Mad Not Mad (1985), nådde en 42:a placering och låg på listan i två veckor.
I slutet av 1990-talet sändes en bilreklam och en tvättmedelsreklam i svensk TV. Båda hade "It Must Be Love" som bakgrundssång.
Madness comebackalbum Wonderful (1999) fick, förutom ett antal huvudsakligen positiva recensioner, knappt någon uppmärksamhet i svenska medier, och kom inte in på försäljningslistan. Senare samma år gjorde Madness en cover på Abbas sång "Money, Money, Money", som blev första spåret på Abbamania, ett hyllningsalbum till den svenska popgruppen av en rad brittiska artister.

## Samarbeten
1983 samarbetade Madness med Elvis Costello på en version av sången "Tomorrow's (Just Another Day)". Sången togs med som B-sida till singeln. På senare tid påstod Michael Barson att sången "My Girl" var starkt influerad av Costellos "Watching the Detectives". 1999 medverkade Ian Dury på sången "Drip Fed Fred" från albumet Wonderful. Sången släpptes även som singel. Det skulle komma att bli Durys sista musikarbete innan hans död. På live-scenen har Madness samarbetat med bland andra UB40 och Prince Buster, den sistnämnda på den första Madstock!-konserten.
Det gjordes en musikal baserad på Madness låtar redan 1993, One Step Beyond!, skriven av Alan Gilbey, som uppfördes på Theatre Royal Stratford East.

## Texterna
Även om Madness av många uppfattades som ett humoristiskt band med klatschig, sprudlande musik, gav de sig ibland in på kontroversiella områden. "Embarrassment", som skrevs av Thompson, handlar till exempel om allt ståhej kring att hans tonåriga syster hade blivit gravid med en svart man. (Det "pinsamma" var, enligt Thompson, att många av hans släktingar tyckte det var hemskt att det var med en svart man, och inte att hon fortfarande var tonåring.) De kritiserade djurtester i "Tomorrow's Dream", sjukvården i "Mrs. Hutchinson", apartheid i "(Waiting For the) Ghost Train"
med mera.

## Skinheadproblem
Under Madness tidiga karriär sågs de av vissa som ett skinheadband, från början en subkultur inom brittisk arbetarklass, som ofta anklagades av medierna för att vara rasister.
Madness, och många andra 2 Tone-band, var populära bland skinheads, vilket spädde på misstänksamheterna ytterligare. Barson var mycket upprörd över att bandet följdes av skinheads i publiken. Chas Smash hade varit inblandad i slagsmål med skinheads under spelningar. Den värsta händelsen ägde rum 18 november 1979. Då hade Madness förbandet Red Beans and Rice med en svart sångare. De fick avbryta spelningen på grund av allt bråk från några rasistiska skinheads i publiken. McPherson, som själv hade snaggat hår vid den här tiden, kom upp på scenen för att visa sitt missnöje, men det hindrade inte från fortsatta hitlerhälsningar fram till slutet av showen.
I en intervju i NME 1979, förklarade Chas Smash att "We don't care if people are in the NF [National Front] as long as they're having a good time." Detta ledde såklart till spekulationer om att Madness var ett rasistband som stödde National Front, trots att alla bandmedlemmarna förnekade detta. Chas Smash skrev till och med en sång, "Don't Quote Me On That", som ett svar på anklagelserna från NME. Medlemmarna tog också avstånd från skinheadrörelsen, vilket upprörde många av deras skinheadfans.

## Priser
Madness första större musikpris kom 1983 när de vann en Ivor Novello Award för "Our House" som bästa sång. 17 år senare fick de ytterligare en Ivor Novello Award för en "enastående sångsamling". 2005 fick de MOJO Magazines pris Hall Of Fame, för att ha varit "artisternas artister". 2007 drogs en kampanj igång av Madnessfans för att de skulle få en Brit Award. Många fans och kritiker känner att de har blivit förbisedda under deras 30 år i musikbranschen.

## Medlemmar
Nuvarande medlemmar
- Graham McPherson ("Suggs") – sång (1977, 1978–1988, 1992– )
- Christopher Foreman ("Chrissy Boy") – gitarr (1976–1988, 1992–2005, 2006– )
- Michael Barson ("Monsieur Barso") – piano, keyboard, xylofon, vibrafon, bakgrundssång (1976–1984, 1992– )
- Lee Thompson ("El Thommo", "Kix") – saxofon, xylofon, percussion, bakgrundssång (1976–1977, 1978–1988, 1992– )
- Mark Bedford ("Bedders") – basgitarr (1978–1986, 1992–2009, 2013– )
- Daniel Woodgate ("Woody) – trummor, percussion (1978–1986, 1992– )

Tidigare medlemmar
- Carl Smyth ("Chas Smash") – sång, trumpet, akustisk gitarr, basgitarr (1976–1977, 1979–1988, 1992–2014)
- John Hasler – trummor, sång (1976–1978)
- Dikron Tulane – sång (1976–1977)
- Gavin Rodgers – basgitarr (1977–1978)
- Garry Dovey – trummor (1977–1978)
- Graham Bush – basgitarr (2009–2013)
- Steve Nieve – keyboard, synthesizer (1984–1986)
- Seamus Beaghan — keyboard, orgel (1986)
- Kevin Burdette – gitarr (2005–2006)

Turnerande medlemmar
- Terry Disley – keyboard (1986)
- Norman Watt-Roy – basgitarr (1994–1996)
- Paul Carrack – keyboard, sång (1984)
- James Mackie – keyboard (1984)

## Diskografi

### Studioalbum
- One Step Beyond... (1979)
- Absolutely (1980)
- 7 (1981)
- The Rise & Fall (1982)
- Keep Moving (1984)
- Mad Not Mad (1985)
- Wonderful (1999)
- The Dangermen Sessions Vol. 1 (2005)
- The Liberty of Norton Folgate (2008)
- Oui Oui, Si Si, Ja Ja, Da Da (2012)
- Can't Touch Us Now (2016)

### Samlingsalbum
- 1982: Complete Madness
- 1983: Madness (Endast släppt i USA)
- 1986: Utter Madness
- 1986: The Peel Sessions; Madness (4 låtar för BBC, den 14 augusti 1979)
- 1990: It's... Madness
- 1991: It's... Madness Too
- 1992: Divine Madness
- 1993: The Business - the Definitive Singles Collection
- 1997: Total Madness - the Very Best of Madness (Endast släppt i USA)
- 1998: The Heavy Heavy Hits, (Omgjord version av Divine Madness)
- 2002: Ultimate Collection (Endast släppt i USA)
- 2002: Our House: the Best of Madness
- 2005: The Millennium Collection: The Best of Madness (Endast släppt i USA)

### Livealbum
- 1992: Madstock!
- 1999: Universal Madness

### Singlar
- "The Prince" (1979)
- "One Step Beyond..." (1979)
- "My Girl" (1979)
- Work, Rest and Play (1980) (EP, också känd som "Night Boat to Cairo" från förstaspåret)
- "Baggy Trousers" (1980)
- "Embarrassment" (1980)
- "The Return of the Los Palmas 7" (1981)
- "Grey Day" (1981)
- "Shut Up" (1981)
- "It Must Be Love" (1981)
- "Cardiac Arrest" (1982)
- "House of Fun" (1982)
- "Driving in My Car" (1982)
- "Our House" (1982)
- "Tomorrow's (Just Another Day)/Madness (Is All in the Mind)" (1983) (Dubbel A-sida)
- "Wings of a Dove" (1983)
- "The Sun and the Rain" (1983)
- "Michael Caine" (1984)
- "One Better Day" (1984)
- "Yesterday's Men" (1985)
- "Uncle Sam" (1985)
- "Sweetest Girl" (1986)
- "(Waiting For the) Ghost Train" (1986)
- "I Pronounce You" (1988) (Som The Madness)
- "What's That" (1988) (Som The Madness)
- "The Harder They Come" (1992)
- "Night Boat to Cairo" (1993) (Nysläpp)
- "Lovestruck" (1999)
- "Johnny The Horse" (1999)
- "Drip Fed Fred" (2000)
- "Shame & Scandal" (2005)
- "Girl Why Don't You" (2005)
- "Sorry" (2007)
- "NW5" (2008)
- "Dust Devil" (2009)
- ”Sugar And Spice” (2009)
- ”Forever Young” (2010)
- ”My Girl 2” (2012)
- ”Never New Your Name” (2013)
- ”How Can I Tell You” (2013)
- ”Misery” (2013)
- ”La Luna” (2013)
- ”Mr Apples” (2016)
- ”Cant Touch Us Now” (2016)
- ”Another Version Of Me” (2017)
- ”The Bullingdon Boys” (2019)
- ”Our House EP” (2022)
- ”C’est La Vie/ If I Go Mad/ What On Earth Is It (You Take Me Fore)” (2023)

## Filmografi
- Dance Craze (1981, "dokumentärfilm" om 2 Tone-eran)
- Take It or Leave It (1981, verklighetsbaserad film om Madness första stapplande tid till genombrottet. Bandmedlemmarna spelar sig själva)
- Complete Madness (1982, Madness musikvideor 1979–1982)
- Utter Madness (1986, Madness musikvideor 1982–1986)
- Divine Madness (1992, samtliga Madness musikvideor, nyutgiven på DVD 2002 med senare tillkommet material)
- Madness at Madstock (1998, Madness uppträder inför 75 000 fans i London)